# Cratere Honda
Honda  è un cratere sulla superficie di Marte.